# Giovanni Francesco Stoppani

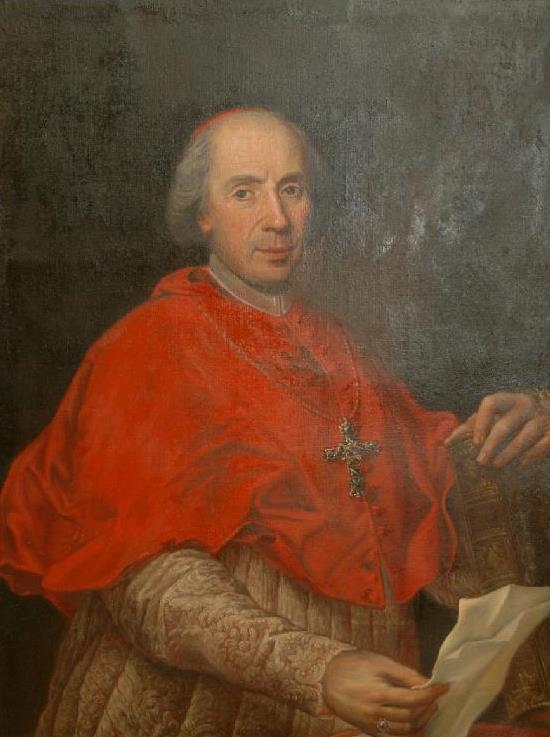
Giovanni Francesco Kardinal Stoppani (Gemälde 18. Jhd.)

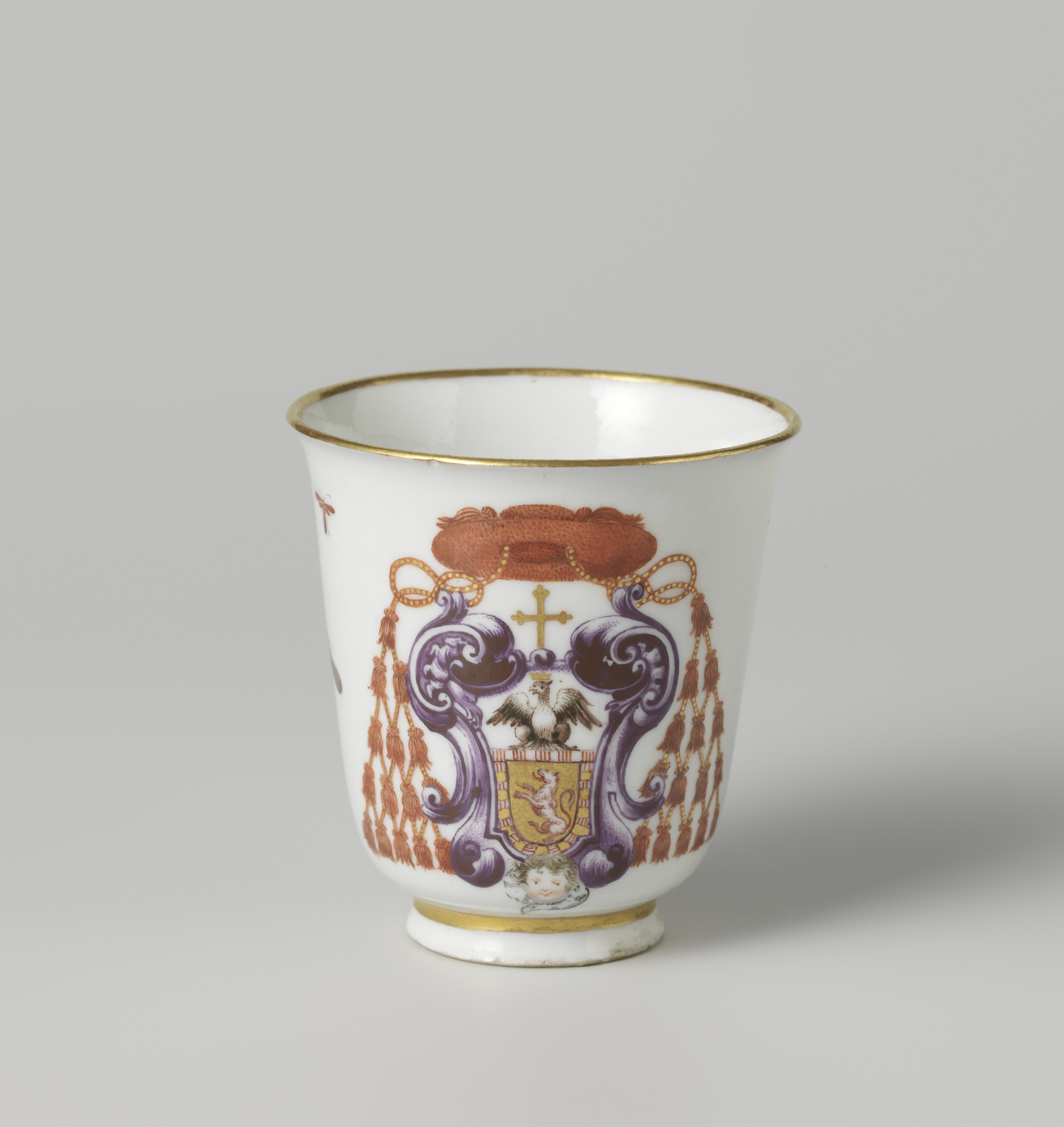
Stoppanis Kardinalswappen auf einem Becher

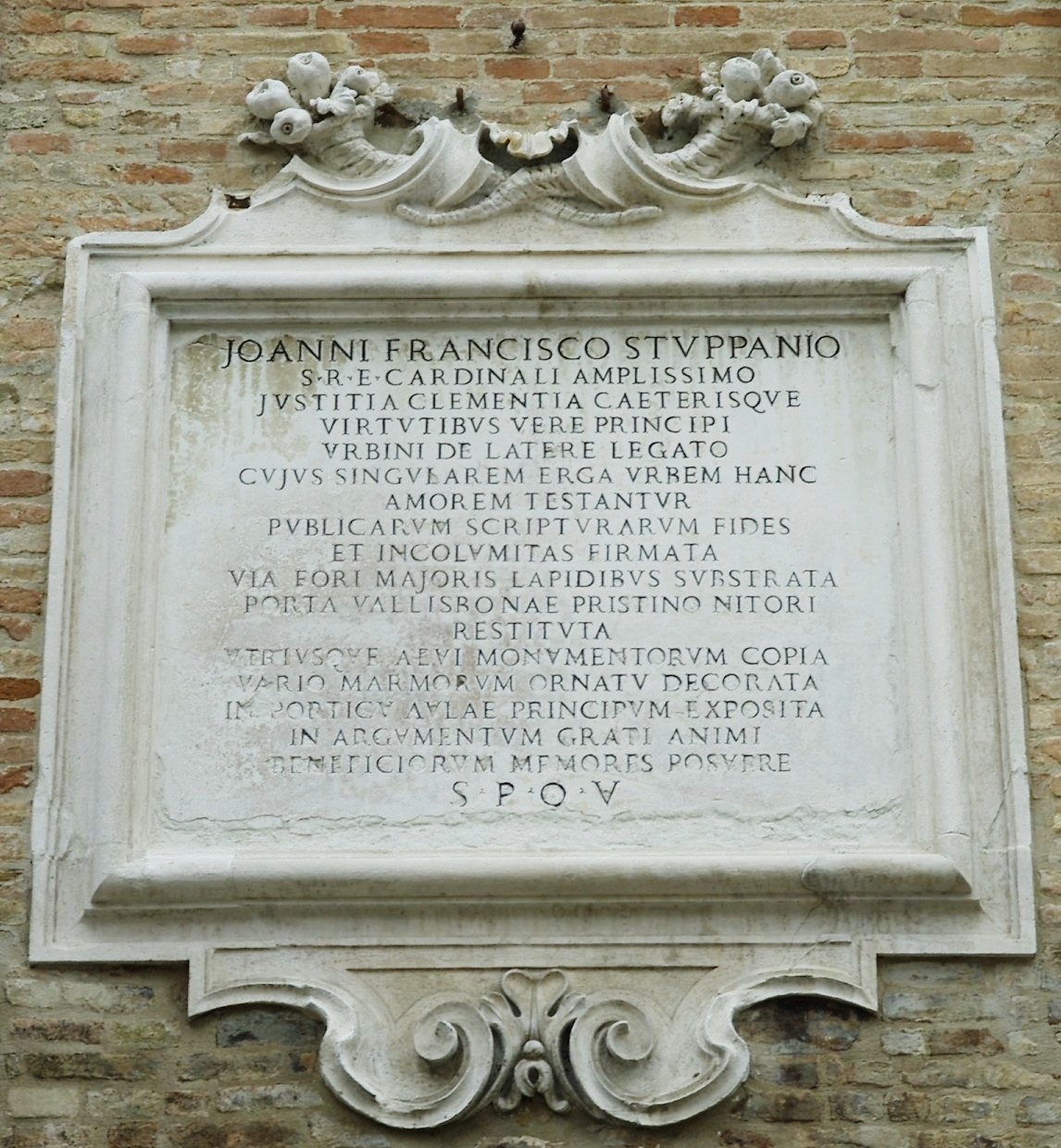
Gedenktafel an Kardinal Stoppani (Palazzo Comunale, Urbino)

Giovanni Francesco Stoppani (* 16. September 1695 in Mailand; † 18. November 1774 in Rom; auch als Gianfrancesco Stoppani aufgeführt) war ein päpstlicher Diplomat, Kardinal der Römischen Kirche und Bischof des suburbikarischen Bistums Palestrina.

## Leben

### Frühe Jahre
Giovanni Francesco Stoppani stammte aus einer Adelsfamilie, er war das jüngste von fünf Kindern des Marquis Giovanni Francesco Stoppani und der Laura Croce. Seine erste Bildung erhielt er durch Hauslehrer, später besuchte er das Collegio Borromeo in Mailand. Er studierte 1714 an der Päpstlichen Akademie für den kirchlichen Adel und schloss seine Studien an der Universität Pavia am 10. November 1716 mit dem Grad eines Doctor iuris utriusque ab. Bereits am 24. Juni 1715 hatte er die Tonsur empfangen.

### Kirchliche Laufbahn
Er trat am 30. Juni 1724 als Referendar in die Apostolische Signatur ein. Papst Innozenz XIII. verlieh ihm den Ehrentitel eines Hausprälaten Seiner Heiligkeit. Vom 19. November 1730 bis zum Jahr 1736 war er Generalinquisitor auf der Insel Malta.
Am 14. Juni 1734 empfing Giovanni Francesco Stoppani die niederen Weihen, zum Subdiakon wurde er am 19. Juli 1734 geweiht und empfing am 25. Juli 1734 die Diakonenweihe. Seine Priesterweihe folgte am 1. August 1734.
Papst Clemens XII. ernannte ihn am 14. März 1735 zum Titularerzbischof von Corinto. Die Bischofsweihe spendete ihm am 25. März 1735 Kardinal Giorgio Spinola unter Assistenz von Erzbischof Antonio Maria Pallavicini und Kurienbischof Carlo Alberto Guidobono Cavalchini.
Giovanni Francesco Stoppani wurde am 13. April 1735 Nuntius in Florenz. Am 10. März 1739 wechselte er in die Nuntiatur in Venedig. Als Nuntius extraordinarius ging er am 12. November 1743 an den kaiserlichen Hof und am 16. März 1745 zur Kaiserwahl nach Frankfurt am Main. Er kehrte nach Rom zurück und blieb dort zwei Jahre ohne Pfründe. Am 26. Januar 1747 wurde er zum Präsidenten von Urbino ernannt, dieses Amt hatte er bis 1754 inne.
Im Konsistorium vom 26. November 1753 erhob Papst Benedikt XIV. ihn zum Kardinal, am 20. Mai 1754 erhielt Giovanni Francesco Stoppani als Kardinalpriester die Titelkirche Santi Silvestro e Martino ai Monti. Ab dem 20. Mai 1754 war er Legat in Urbino, ab dem 20. September 1756 dann Legat in der Romagna und blieb dies bis zum 27. Oktober 1761.
Er nahm am Konklave 1758 teil, aus dem Clemens XIII. als Papst hervorging. Am 10. Juli 1763 optierte Giovanni Francesco Stoppani für die Klasse der Kardinalbischöfe und das suburbikarische Bistum Palestrina. Am Konklave 1769, das Clemens XIV. zum Papst wählte, nahm er ebenfalls teil. Im Dezember 1770 ernannte der Papst Kardinal Stoppani zum Sekretär der Kongregation der römischen und allgemeinen Inquisition. Dieses hohe Amt übte er bis zu seinem Tode aus.

### Tod
Giovanni Francesco Stoppani starb am 18. November 1774 in Rom während des Konklaves 1774–1775 in der Zeit der Sedisvakanz an einem Nierenleiden, nachdem er die Sterbesakramente empfangen hatte. Sein Leichnam wurde in der Kirche Sant’Andrea della Valle aufgebahrt, dort fand auch die Trauerfeier statt. Er fand seine letzte Ruhestätte in ebendieser Kirche, in einem Grabmal, das er selbst hatte errichten lassen, und das mit seiner Büste und einer einfachen Inschrift versehen ist.